# محوطه الیاس‌آباد
محوطه الیاس آباد مربوط به دوره اشکانیان تا سده‌های میانه دوران‌های تاریخی پس از اسلام است و در شهرستان دره‌شهر، بخش مرکزی، دهستان زرین دشت، ۲۵۰ متری جنوب شرق روستای الیاس آباد واقع شده و این اثر در تاریخ ۳۰ بهمن ۱۳۸۶ با شمارهٔ ثبت ۲۱۰۱۴ به‌عنوان یکی از آثار ملی ایران به ثبت رسیده است.